# Fronhofen

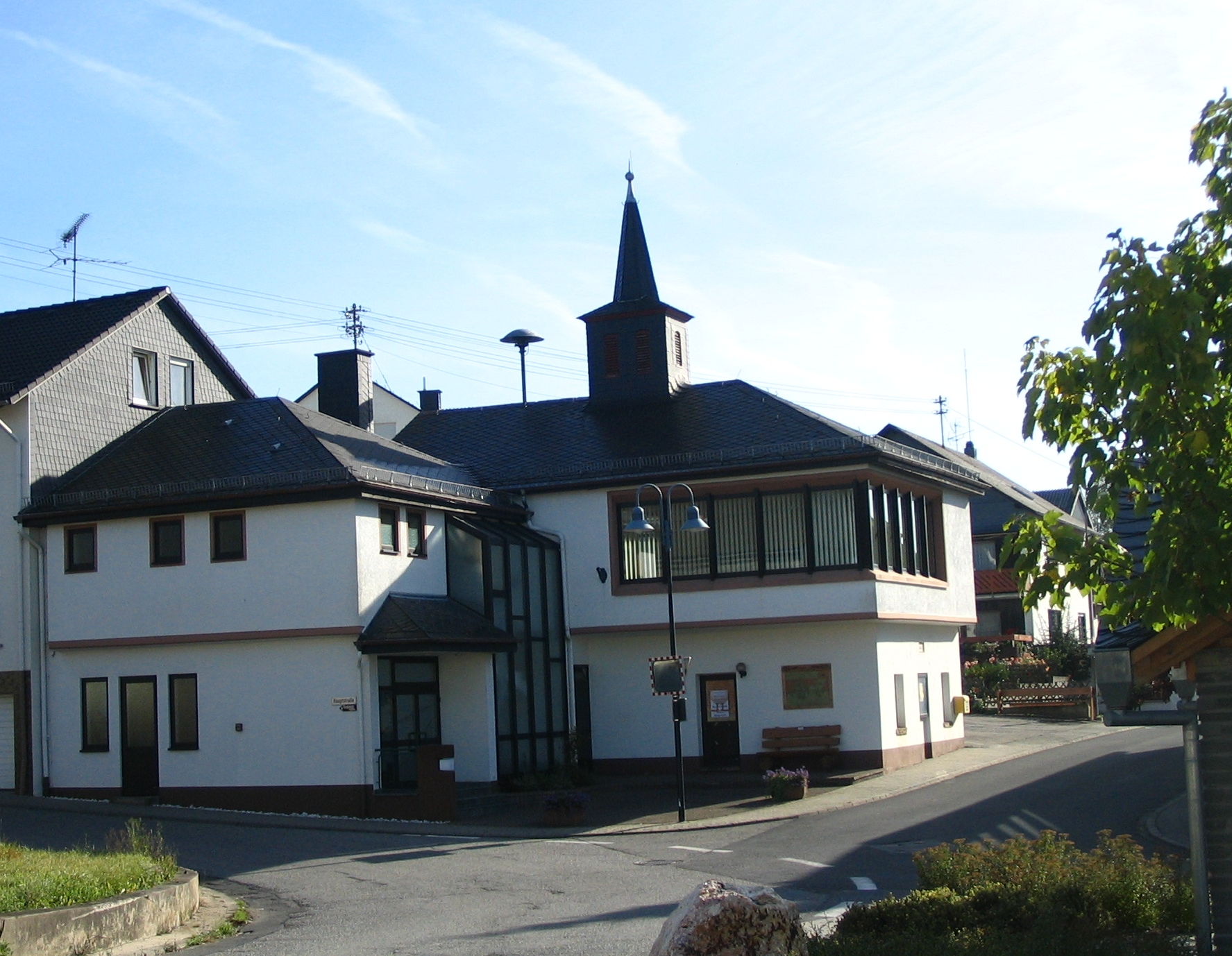
Gemeindehaus in der Ortsmitte

Fronhofen ist eine Ortsgemeinde im Rhein-Hunsrück-Kreis in Rheinland-Pfalz. Sie gehört der Verbandsgemeinde Simmern-Rheinböllen an.

## Geographie
Der Ort liegt im Biebertal zentral im Hunsrück zwischen der Bundesstraße 50 und der Hunsrückhöhenstraße. Das Dorf selbst liegt in einer Hanglage, in einer Höhe von 370 bis 408 m ü. NHN.
Angrenzende Nachbargemeinden sind Külz, Keidelheim, Nannhausen, Unzenberg, Biebern.

## Geschichte
Die erste urkundliche Erwähnung erfolgte im Jahre 1285.
Ursprünglich bestand Fronhofen aus einem Klosterhof und einer Mühle. Durch eine Schenkung eines Grafen Berthold im Jahre 1074 wurde es Besitz des Klosters Ravengiersburg und gehörte bis 1408 zur Propstei Ravengiersburg, seit dem zum Oberamt Simmern, das landesherrlich zu Pfalz-Simmern gehörte und der Schultheißerei Reich zugeordnet war.
Nach der Besetzung des Linken Rheinufers 1794 durch französische Revolutionstruppen wurde der Ort französisch und gehörte von 1798 bis 1814 zum Kanton Simmern im Rhein-Mosel-Departement. Aufgrund der auf dem Wiener Kongress getroffenen Vereinbarungen wurde er 1815 dem Königreich Preußen zugeordnet. Seit 1946 ist der Ort Teil des damals neu gebildeten Landes Rheinland-Pfalz.

## Politik

### Ortsbürgermeister
Michael Gerhardy wurde am 17. März 2022 Ortsbürgermeister von Fronhofen. Damit endete eine seit August 2020 bestehende Vakanz, da nach der Amtsniederlegung des Vorgängers weder ein Wahlvorschlag für eine am 8. November 2020 geplante Direktwahl eingereicht wurde, noch der Gemeinderat zunächst einen Kandidaten finden konnte. In dieser Zeit führte der Erste Beigeordnete Armin Joraschek die Amtsgeschäfte. Gerhardy wurde im Juni 2024 wiedergewählt.
Gerhardys Vorgänger Dirk Klöckner hatte das Amt mit Wirkung zum 31. Juli 2020 niedergelegt. Er war zuletzt am 1. Juli 2019 durch den Gemeinderat wiedergewählt worden, nachdem bei der Direktwahl am 26. Mai 2019 kein Kandidat angetreten war.

### Wappen
Am 29. Dezember 1980 beschloss der Gemeinderat die Einführung eines Gemeindewappens. Entwurf und Reinzeichnungen wurden von Willi Wagner angefertigt. Die Bezirksregierung Koblenz erteilte am 15. März 1981 die Genehmigung zum Führen des vorgelegten Wappens.
| Wappen von Fronhofen | Blasonierung: „In Schwarz auf silbernem Dreiberg, darin wachsender blauer Krummstab, ein rotbewehrter und gezungter goldener Löwe nach links.“ |
| Wappen von Fronhofen | Wappenbegründung: Dreiberg und Löwe sind dem Fronhofener Schultheißereisiegel von 1773 entnommen (Landeshauptarchiv Koblenz, Best. 4, Nr. 2156). Der Löwe nimmt Bezug auf die ehemaligen Landesherren, die Pfalzgrafen von Simmern und die Kurfürsten von der Pfalz, der Krummstab verweist auf den Fronhof der Augustiner-Chorherren von Ravengiersburg, von dem der Ortsname abgeleitet ist. |

## Freizeit
Der Biebertaler-Rundweg verbindet Fronhofen mit den Ortschaften des Biebertales auf einer Gesamtlänge von 26,5 km.

## Söhne und Töchter der Gemeinde
- Paul Heckmann (1909–1980), Verwaltungsjurist, Landrat des Landkreises Biberach